# Peal de Becerro
Peal de Becerro és un municipi de la província de Jaén a la comarca de Sierra de Cazorla. El seu terme municipal inclou Almicerán, integrat dins del Parc Natural de la Serra de Cazorla, el qual es troba a 55 km del municipi. El poble posseeix dues torres (la Mocha i la del Rellotge) restes d'un antic castell medieval com monument principal, i estan situades al costat de l'església del poble. En un dels seus llogarets, Toya, es pot trobar una cambra funerària ibera declarada Monument Històric Nacional el 1918.
En aquesta Cambra funerària es va trobar la "Bicha de Toya", que és una escultura íbera que es troba actualment al Museu Arqueològic de Madrid. La població es dedica, com activitats fonamentals, a l'agricultura de l'olivera i a la indústria de 	 tancaments metàl·lics.